# نانسا
نانسا، یکی از روستاهای استان آذربایجان شرقی است که در بخش مرکزی شهرستان عجب‌شیر واقع شده است.
مردم نانسا به زبان ترکی آذربایجانی سخن گفته و پیرو دین اسلام و مذهب شیعهٔ دوازده‌امامی هستند.
عمده اهالی این روستا به کشاورزی و دامپروری مشغول اند. از مهمترین محصولات کشاورزی این روستا می‌توان به گندم، پیاز و سیب‌زمینی اشاره کرد.
جمعیت این روستا بر اساس نتایج سرشماری عمومی نفوس و مسکن سال ۱۳۹۵، برابر با ۷۹۰ نفر بوده است.

## حدود
همسایگان نانسا را در شمال روستاهای گل‌تپه و خضرلو، در جنوب شیراز و رازیان، در شرق نبرین و خضرلو و در غرب شیراز و گل‌تپه تشکیل می‌دهد.

## وجه تسمیه
روستای نانسا از زمان‌های دور به این نام نامیده میشود. در فرهنگ‌ها و منابع تاریخی توضیح قابل استنادی در باب این نام دیده نمیشود و توضیحات مختصر در برخی کتب چندان مرتبط به نظر نمیرسد؛ بنابراین نیاز به تحقیقات بیشتری در این مورد وجود دارد.

## صنایع غذایی نانسا (رب نانسا)

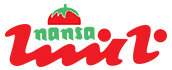
صنایع غذایی نانسا

شرکت صنایـع غذایـی نانسا آذربایجان، مجتمع تولید رب گوجه فرنگی و محصولات غدایی است که در روستای نانسا واقع شده است.
این مجتمع در سال ۱۳۷۶ در زمینی به مساحت ۱۰٬۰۰۰ متر مربع تحت پوشش سازمان صنایع روستایی جهاد کشاورزی استان آذربایجان شرقی تاسیس گردید.
هم اکنون محصولات این کارخانه با نام تجاری نانسا به کشورهای روسیه، اوکراین، کانادا، عراق و ترکیه صادر می گردد.

## تصاویر

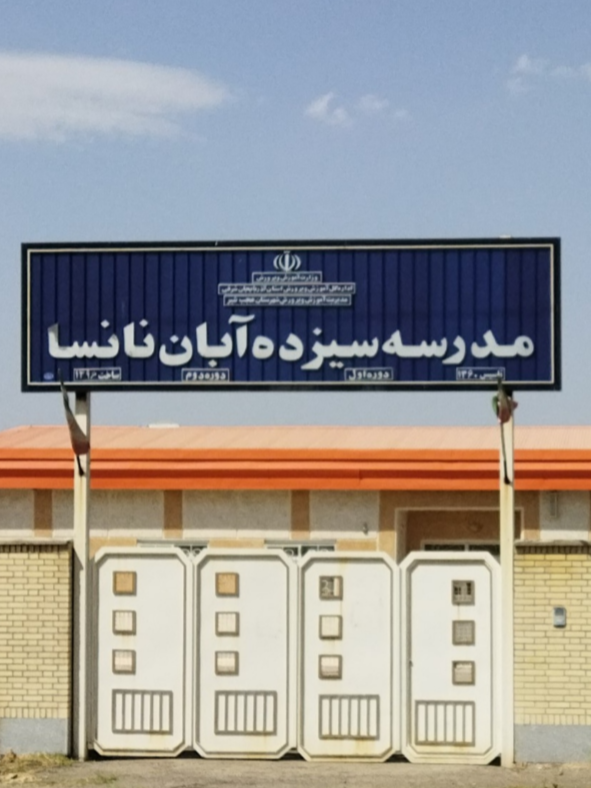
مدرسه سیزده آبان نانسا
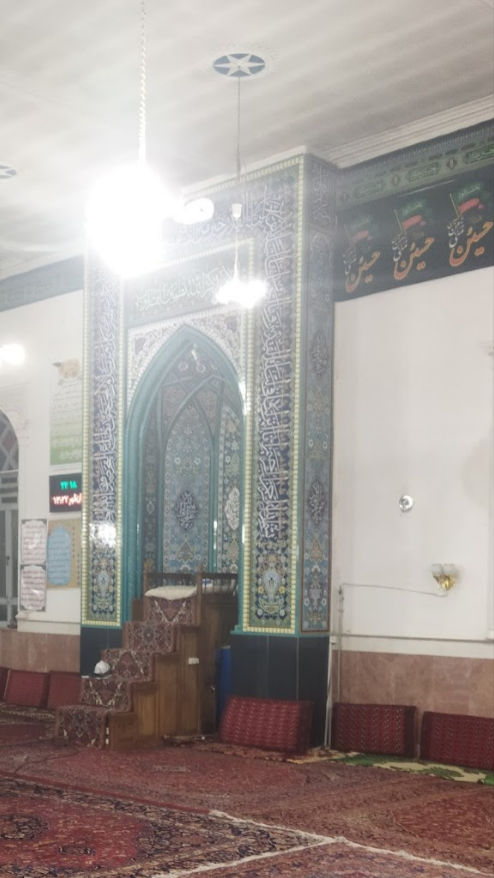
مسجد جامع روستای نانسا
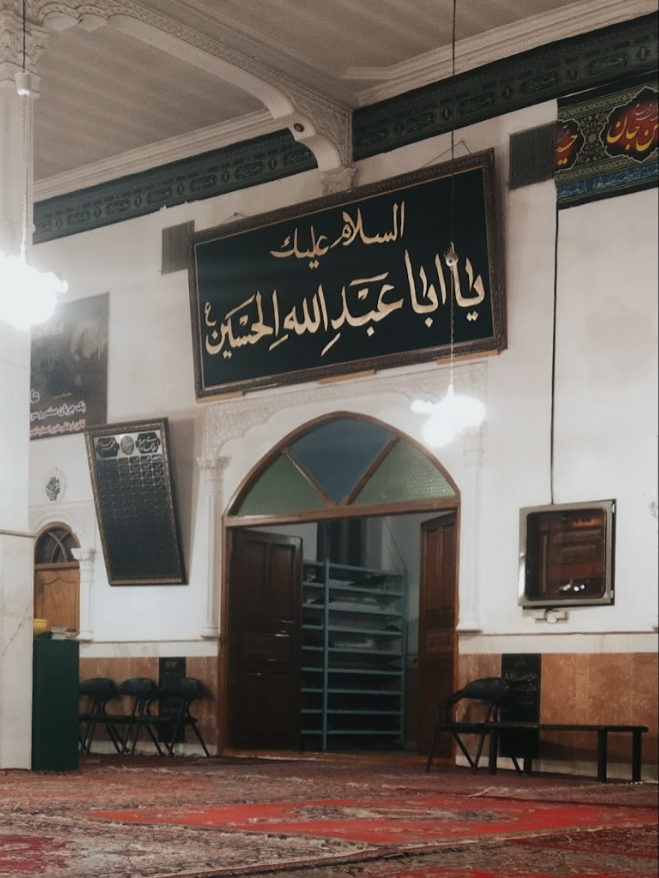
مسجد جامع روستای نانسا
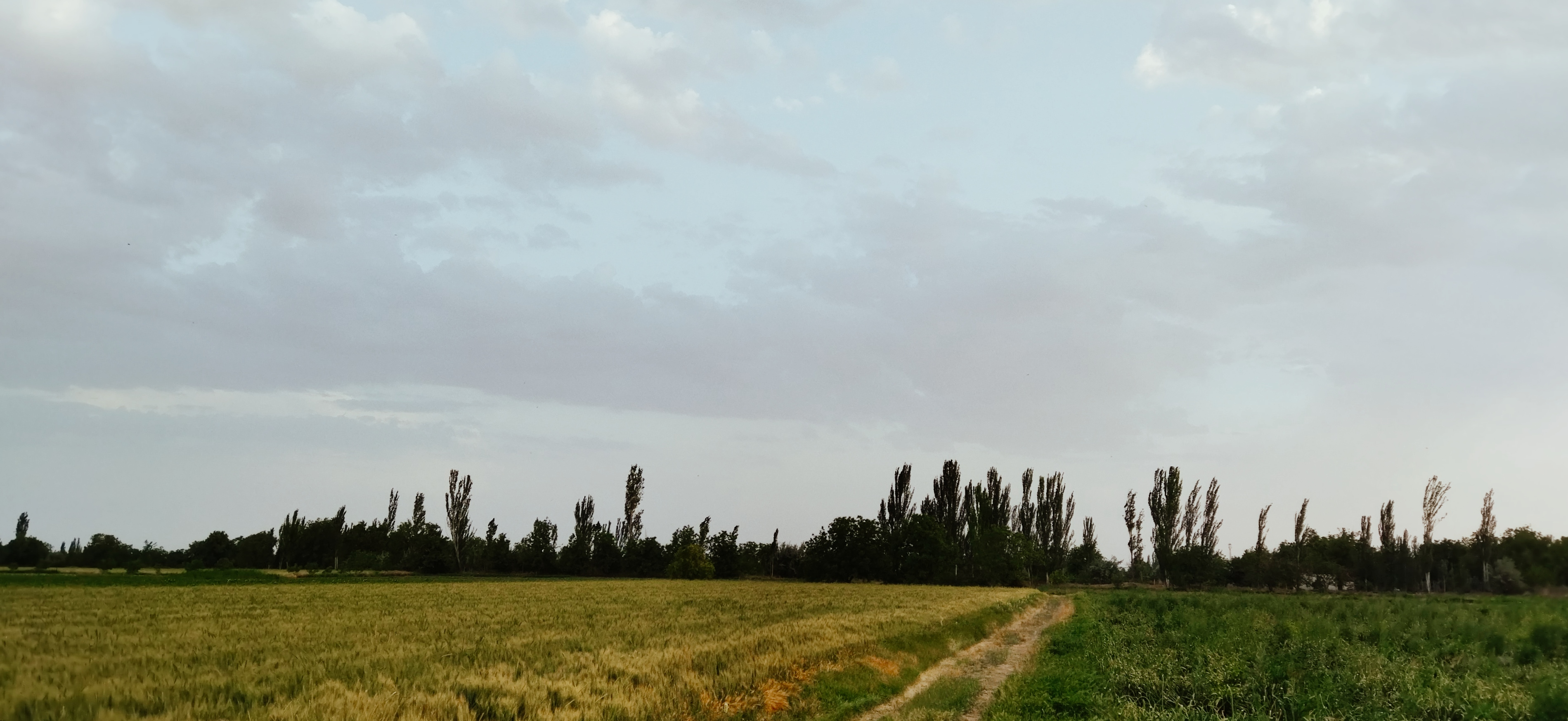
زمین‌های کشاورزی در روستای نانسا
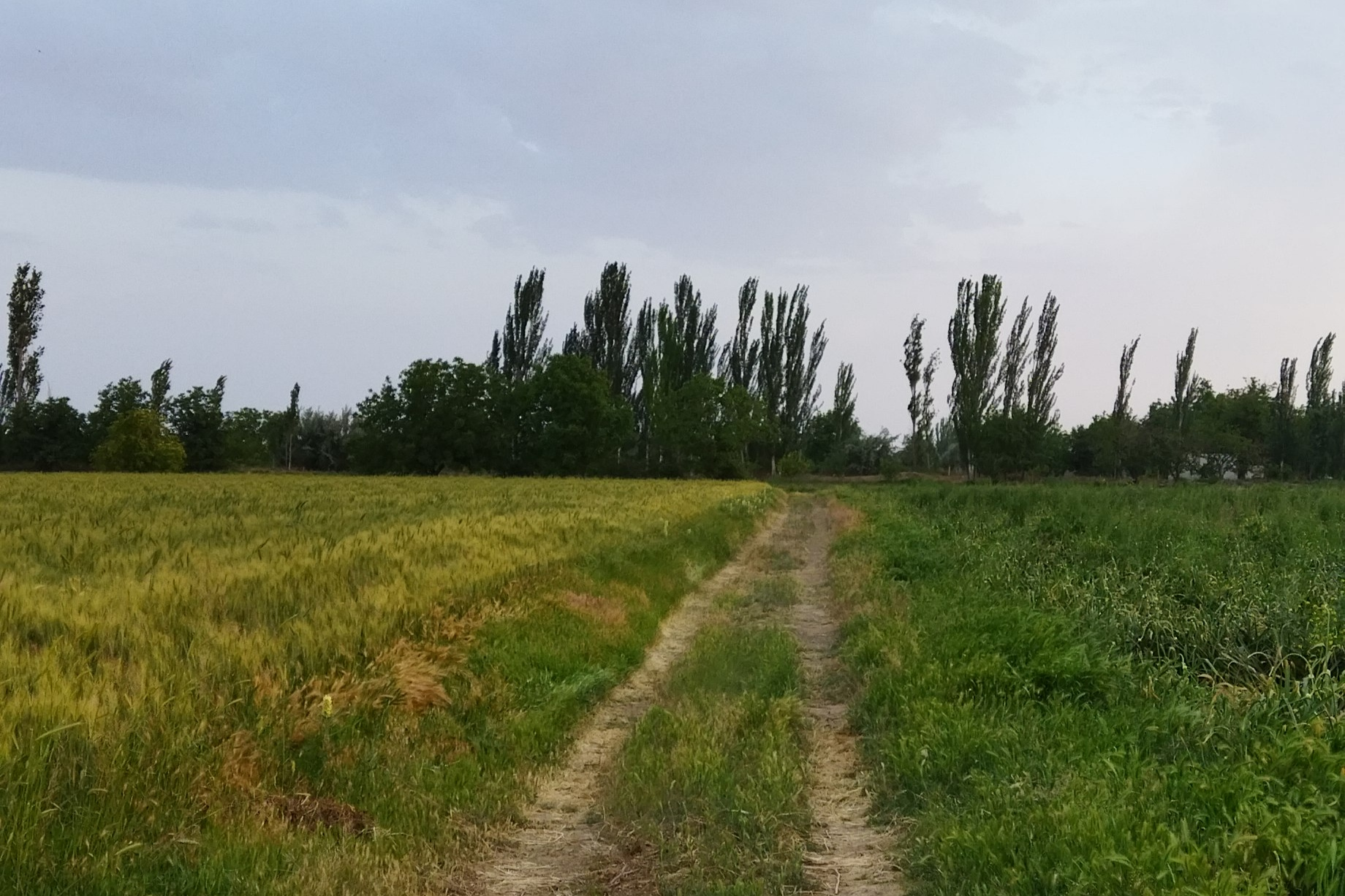
روستای نانسا